# ベアリング家

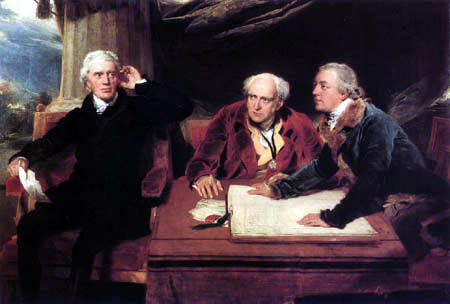
ベアリングス銀行を創設した初代準男爵フランシス・ベアリング(左)

ベアリング家（英語: Baring family）は、イギリスの財閥・貴族。
1762年創業のベアリングス銀行を1995年の経営破綻まで同族経営した財閥として著名である。貴族の爵位も数多く有しており、2020年現在、爵位を持つベアリング家にノースブルック男爵家、アシュバートン男爵家、レヴェルストーク男爵家、クローマー伯爵家、グレンデールのホウィック男爵家の5家が存在する。
ホープ商会とルイジアナ買収をファイナンスした。

## 歴史
ドイツ・ブレーメン出身のジョン・ベアリング(1697-1748)が1717年にイギリス西部エクセターに移民したのに始まる。彼はエクセターの有力者ヴォウラー家の娘と結婚し、お茶、コーヒー、砂糖、スパイスなど様々な分野を手掛け、事業を拡大させた。彼が死去した時にはすでにベアリング家は西部有数の資産家になっていた。
1762年にジョンの息子であるフランシス・ベアリング(1740-1810)がロンドン・シティにおいて最古のマーチャント・バンクベアリングス銀行を創設した。ベアリングス銀行は大英帝国拡張の時流に乗って貿易商人たちの手形の引受で業績を伸ばしていき、1793年までにはロンドン最有力の引受業者に成長した。また彼はイギリス東インド会社役員や庶民院議員など公職もよく務めたため、その功績で1793年にグレートブリテン準男爵位「ロンドンのベアリング準男爵（Baronet Baring, of London）」に叙されている。

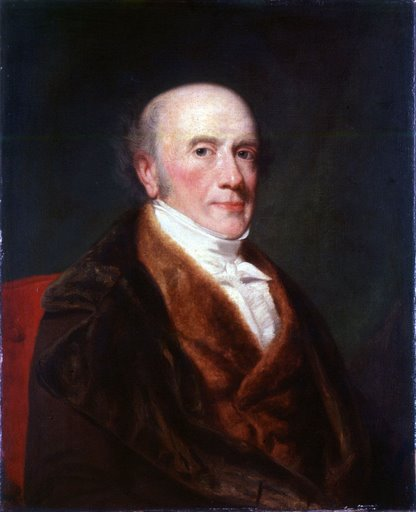
アメリカ進出を推し進めた初代アシュバートン男爵アレクサンダー・ベアリング

ベアリングス銀行は、早い段階でアメリカの将来性に目をつけてアメリカ進出を行った。とりわけ19世紀に入ってフランシスの次男アレクサンダー(1774-1848)がベアリングス銀行の経営を主導するようになるとそれを強力に推し進めるようになった。ベアリングス銀行は建国されたばかりのアメリカ合衆国のロンドンにおける代理人となり、1803年にはアメリカがフランスからルイジアナを買収できるよう取り計らい、その代金であるアメリカ政府債の発行の引受を行っている。
18世紀末から19世紀初頭の戦争（フランス革命戦争・ナポレオン戦争）もベアリング家にとって大きなビジネスチャンスとなった。この戦争でベアリングス銀行はイギリス戦時公債の最大の引受会社となり、また戦後もフランスの賠償金の公債の引受を行った。フランス復古王政の宰相である第5代リシュリュー公爵アルマン・エマニュエル・ド・ヴィニュロー・デュ・プレシはこの頃のベアリング家の繁栄を指して「ヨーロッパには6つの強国がある。イギリス、フランス、プロイセン、オーストリア、ロシア、そしてベアリング・ブラザーズだ」と評している。
アレクサンダーは通商長官を務めるなど政界でも活躍し、1835年には連合王国貴族爵位「カウンティ・オブ・デヴォンにおけるアシュバートンのアシュバートン男爵（Baron Ashburton, of Ashburton in the County of Devon）」に叙せられた。これがベアリング家に与えられた最初の貴族爵位であった。
初代アシュバートン卿の引退後、その甥のトマス・ベアリング(1799-1873)がベアリングス銀行の経営を主導するようになった。貿易で利益を上げ続け、ボストンで広東の茶を手に入れるにはマセソンかベアリングの信用が必要不可欠と言われた。19世紀中期には自社のために投資（後に『自己勘定による取引』と名付けられた取引方法）するほど資産が豊かとなり、イギリス、ロシア、オーストリアの株式やパナマ運河の債権、アメリカ鉄道株への投資も始めた。1860年から1890年までにアメリカ・カナダに行った融資額は5億ドルに達した。19世紀中ベアリング家は英国マーチャントバンク界においてロスチャイルド家と双璧する存在となり、世紀の終わりには英国王室御用達の銀行にもなっている。
トマスの兄である第3代準男爵サー・フランシス・ベアリング(1796-1866)は財務大臣を務めるなど政界で活躍し、1866年に連合王国貴族「カウンティ・オブ・サウザンプトンにおけるストラットンのノースブルック男爵（Baron Northbrook, of Stratton, in the County of Southampton）」に叙されている。また彼の長男である第2代ノースブルック男爵トマス・ベアリング(1826-1904)も政治家として活躍し、インド総督(在職1872年-1876年)を務めた功績で1876年に連合王国貴族「カウンティ・オブ・サウザンプトンにおけるノースブルック伯爵（Earl of Northbrook, in the County of Southampton）」に叙されている。しかし初代ノースブルック伯の家系は2代で絶えたため、同伯爵位は現存しておらず、ノースブルック男爵位のみが初代ノースブルック伯の弟の家系によって継承されて現存している。
1873年のトマスの死後、ベアリングス銀行の経営は従兄弟のエドワード(1828-1897)が主導した。彼はイングランド銀行理事も務め、1885年に連合王国貴族「カウンティ・オブ・デヴォンにおけるメンブランドのレヴェルストーク男爵（Baron Revelstoke of Membland, in the County of Devon）」に叙されている。彼はベアリングス銀行の南米進出を押し進めたが、1890年にアルゼンチンで革命と利払い不能があり、それによって大打撃を受けた。イングランド銀行やライバル銀行から救済を受けて経営破綻を免れたが、この際にイングランド銀行理事の勧告を受け入れる形でベアリングス銀行は株式会社に転換されている。株はベアリング一族で持ちあった。

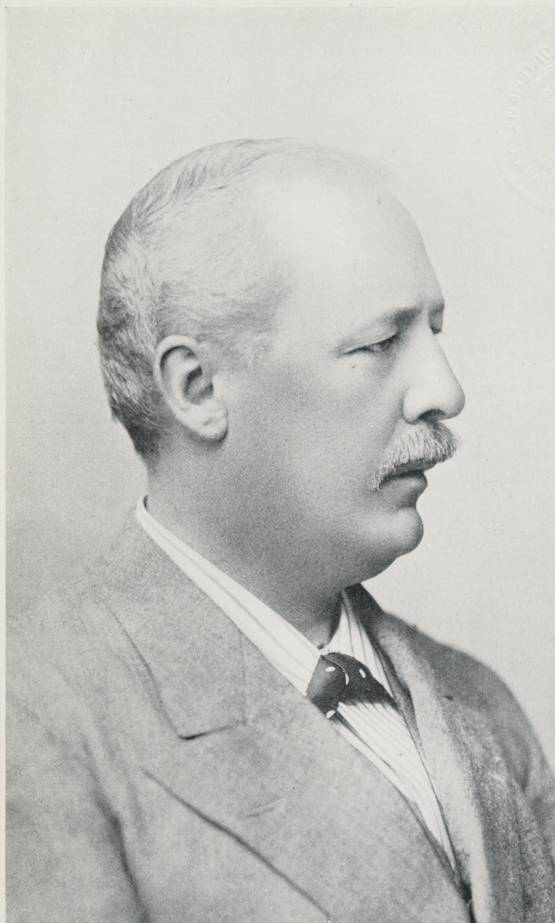
エジプトを統治した初代クローマー伯爵イヴリン・ベアリング。

初代レヴェルストーク卿の弟イヴリン(1841-1917)は1883年から1907年にかけてイギリスの半植民地エジプトにおいてエジプト総領事を務め、エジプトを実質的に統治した。その功績で1901年に連合王国貴族「カウンティ・オブ・ノーフォークにおけるクローマー伯爵（Earl of Cromer, in the County of Norfolk）」に叙されている。これは現存するベアリング家の爵位の中で最も高位の物である。
初代クローマー伯の三男イヴリン(1903-1973)も植民地行政官として活躍し、南ローデシア総督(在職1942-1944)やケニア総督(在職1952-1959)等を務め、1960年に連合王国貴族「カウンティ・オブ・ノーサンバーランドにおけるホウィックのグレンデールのホウィック男爵（Baron Howick of Glendale, of Howick, in the County of Northumberland）」に叙されている。
一方ベアリングス銀行は、アルゼンチン進出で打撃を受けたものの、19世紀末から20世紀初頭にかけては業績を回復させ、特にアメリカビジネスで大きな成功を収めた。またロシア、カナダ、ベルギー、トルコ、日本、清などと関係を深めた。日本との関係では1902年の鉄道建設費の調達や1905年の日露戦争の戦費調達にベアリングス銀行が大きく貢献している。
しかし二度の世界大戦によってイギリスの国際的地位は大幅に低下し、ポンドは下落、ロンドンでの外債発行も激減した。これによってベアリング家のみならずイギリスのマーチャントバンク業界そのものが衰退を余儀なくされた。ベアリングス銀行は1970年代以降、投資顧問・資産管理・企業の合併や買収などに活路を見出さんとするようになり、特に1980年代の金融ビッグバン以降にはトレーディングに特化した投資銀行化していく。日本株の高騰で大きな利益をあげたが、日本のバブル崩壊で大打撃を被った。さらに1995年にはシンガポール支店のニック・リーソンによる架空取引の損失、阪神・淡路大震災に伴う日本株大幅下落、その穴を埋めるべくリーソンがさらに行った取引において取り返しのつかない致命的打撃を被り、1995年2月、ベアリングス銀行は破産した。
こうしてベアリングス銀行は233年の歴史に幕を閉じたが、ベアリング家が貴族であることは変わらず、2020年現在も5家のベアリング家が連綿として爵位を継承し続けている。この5家という数はイギリス貴族の家系の中でも最多の部類に属する。

## 系図
| ジョン (1697-1748)                                                           |                                                                              |                                                                              |                                                                              |                                                                              |                                                                              |  |  |                                                        |                                                        |                                                        |                                                        |                                                        |                                                        |  |  |                                                   |                                                   |                                                   |                                                   |                                                   |                                                   |  |  |                                                 |                                                 |                                                 |                                                 |                                                 |                                                 |  |  |                                                |                                                |                                                |                                                |                                                |                                                |  |  |                                          |                                          |                                          |                                          |                                          |                                          |  |  |                                         |                                         |                                         |                                         |                                         |                                         |  |  |  |  |  |  |  |  |  |  |  |  |  |  |  |  |  |  |  |  |  |  |  |  |  |  |  |  |  |  |  |  |  |  |  |  |  |  |  |  |
|                                                                              |                                                                              |                                                                              |                                                                              |                                                                              |                                                                              |  |  |                                                        |                                                        |                                                        |                                                        |                                                        |                                                        |  |  |                                                   |                                                   |                                                   |                                                   |                                                   |                                                   |  |  |                                                 |                                                 |                                                 |                                                 |                                                 |                                                 |  |  |                                                |                                                |                                                |                                                |                                                |                                                |  |  |                                          |                                          |                                          |                                          |                                          |                                          |  |  |                                         |                                         |                                         |                                         |                                         |                                         |  |  |  |  |  |  |  |  |  |  |  |  |  |  |  |  |  |  |  |  |  |  |  |  |  |  |  |  |  |  |  |  |  |  |  |  |  |  |  |  |
| 初代準男爵 サー・フランシス (1740-1810)                                      |                                                                              |                                                                              |                                                                              |                                                                              |                                                                              |  |  |                                                        |                                                        |                                                        |                                                        |                                                        |                                                        |  |  |                                                   |                                                   |                                                   |                                                   |                                                   |                                                   |  |  |                                                 |                                                 |                                                 |                                                 |                                                 |                                                 |  |  |                                                |                                                |                                                |                                                |                                                |                                                |  |  |                                          |                                          |                                          |                                          |                                          |                                          |  |  |                                         |                                         |                                         |                                         |                                         |                                         |  |  |  |  |  |  |  |  |  |  |  |  |  |  |  |  |  |  |  |  |  |  |  |  |  |  |  |  |  |  |  |  |  |  |  |  |  |  |  |  |
|                                                                              |                                                                              |                                                                              |                                                                              |                                                                              |                                                                              |  |  |                                                        |                                                        |                                                        |                                                        |                                                        |                                                        |  |  |                                                   |                                                   |                                                   |                                                   |                                                   |                                                   |  |  |                                                 |                                                 |                                                 |                                                 |                                                 |                                                 |  |  |                                                |                                                |                                                |                                                |                                                |                                                |  |  |                                          |                                          |                                          |                                          |                                          |                                          |  |  |                                         |                                         |                                         |                                         |                                         |                                         |  |  |  |  |  |  |  |  |  |  |  |  |  |  |  |  |  |  |  |  |  |  |  |  |  |  |  |  |  |  |  |  |  |  |  |  |  |  |  |  |
|                                                                              |                                                                              |                                                                              |                                                                              |                                                                              |                                                                              |  |  |                                                        |                                                        |                                                        |                                                        |                                                        |                                                        |  |  |                                                   |                                                   |                                                   |                                                   |                                                   |                                                   |  |  |                                                 |                                                 |                                                 |                                                 |                                                 |                                                 |  |  |                                                |                                                |                                                |                                                |                                                |                                                |  |  |                                          |                                          |                                          |                                          |                                          |                                          |  |  |                                         |                                         |                                         |                                         |                                         |                                         |  |  |  |  |  |  |  |  |  |  |  |  |  |  |  |  |  |  |  |  |  |  |  |  |  |  |  |  |  |  |  |  |  |  |  |  |  |  |  |  |
| 2代準男爵 サー・トマス (1772-1848)                                           | 2代準男爵 サー・トマス (1772-1848)                                           | 2代準男爵 サー・トマス (1772-1848)                                           | 2代準男爵 サー・トマス (1772-1848)                                           | 2代準男爵 サー・トマス (1772-1848)                                           | 2代準男爵 サー・トマス (1772-1848)                                           |  |  |                                                        |                                                        |                                                        |                                                        |                                                        |                                                        |  |  | 初代アシュバートン男爵 アレクサンダー (1774-1848) | 初代アシュバートン男爵 アレクサンダー (1774-1848) | 初代アシュバートン男爵 アレクサンダー (1774-1848) | 初代アシュバートン男爵 アレクサンダー (1774-1848) | 初代アシュバートン男爵 アレクサンダー (1774-1848) | 初代アシュバートン男爵 アレクサンダー (1774-1848) |  |  | ヘンリー (1777-1848)                            | ヘンリー (1777-1848)                            | ヘンリー (1777-1848)                            | ヘンリー (1777-1848)                            | ヘンリー (1777-1848)                            | ヘンリー (1777-1848)                            |  |  |                                                |                                                |                                                |                                                |                                                |                                                |  |  |                                          |                                          |                                          |                                          |                                          |                                          |  |  |                                         |                                         |                                         |                                         |                                         |                                         |  |  |  |  |  |  |  |  |  |  |  |  |  |  |  |  |  |  |  |  |  |  |  |  |  |  |  |  |  |  |  |  |  |  |  |  |  |  |  |  |
| 2代準男爵 サー・トマス (1772-1848)                                           | 2代準男爵 サー・トマス (1772-1848)                                           | 2代準男爵 サー・トマス (1772-1848)                                           | 2代準男爵 サー・トマス (1772-1848)                                           | 2代準男爵 サー・トマス (1772-1848)                                           | 2代準男爵 サー・トマス (1772-1848)                                           |  |  |                                                        |                                                        |                                                        |                                                        |                                                        |                                                        |  |  | 初代アシュバートン男爵 アレクサンダー (1774-1848) | 初代アシュバートン男爵 アレクサンダー (1774-1848) | 初代アシュバートン男爵 アレクサンダー (1774-1848) | 初代アシュバートン男爵 アレクサンダー (1774-1848) | 初代アシュバートン男爵 アレクサンダー (1774-1848) | 初代アシュバートン男爵 アレクサンダー (1774-1848) |  |  | ヘンリー (1777-1848)                            | ヘンリー (1777-1848)                            | ヘンリー (1777-1848)                            | ヘンリー (1777-1848)                            | ヘンリー (1777-1848)                            | ヘンリー (1777-1848)                            |  |  |                                                |                                                |                                                |                                                |                                                |                                                |  |  |                                          |                                          |                                          |                                          |                                          |                                          |  |  |                                         |                                         |                                         |                                         |                                         |                                         |  |  |  |  |  |  |  |  |  |  |  |  |  |  |  |  |  |  |  |  |  |  |  |  |  |  |  |  |  |  |  |  |  |  |  |  |  |  |  |  |
|                                                                              |                                                                              |                                                                              |                                                                              |                                                                              |                                                                              |  |  |                                                        |                                                        |                                                        |                                                        |                                                        |                                                        |  |  |                                                   |                                                   |                                                   |                                                   |                                                   |                                                   |  |  |                                                 |                                                 |                                                 |                                                 |                                                 |                                                 |  |  |                                                |                                                |                                                |                                                |                                                |                                                |  |  |                                          |                                          |                                          |                                          |                                          |                                          |  |  |                                         |                                         |                                         |                                         |                                         |                                         |  |  |  |  |  |  |  |  |  |  |  |  |  |  |  |  |  |  |  |  |  |  |  |  |  |  |  |  |  |  |  |  |  |  |  |  |  |  |  |  |
| 初代ノースブルック男爵 3代準男爵 フランシス (1796-1866)                      | 初代ノースブルック男爵 3代準男爵 フランシス (1796-1866)                      | 初代ノースブルック男爵 3代準男爵 フランシス (1796-1866)                      | 初代ノースブルック男爵 3代準男爵 フランシス (1796-1866)                      | 初代ノースブルック男爵 3代準男爵 フランシス (1796-1866)                      | 初代ノースブルック男爵 3代準男爵 フランシス (1796-1866)                      |  |  | 2代アシュバートン男爵 ビンガム (1799-1864)             | 2代アシュバートン男爵 ビンガム (1799-1864)             | 2代アシュバートン男爵 ビンガム (1799-1864)             | 2代アシュバートン男爵 ビンガム (1799-1864)             | 2代アシュバートン男爵 ビンガム (1799-1864)             | 2代アシュバートン男爵 ビンガム (1799-1864)             |  |  | 3代アシュバートン男爵 フランシス (1800-1868)      | 3代アシュバートン男爵 フランシス (1800-1868)      | 3代アシュバートン男爵 フランシス (1800-1868)      | 3代アシュバートン男爵 フランシス (1800-1868)      | 3代アシュバートン男爵 フランシス (1800-1868)      | 3代アシュバートン男爵 フランシス (1800-1868)      |  |  | 初代レヴェルストーク男爵 エドワード (1828-1897) | 初代レヴェルストーク男爵 エドワード (1828-1897) | 初代レヴェルストーク男爵 エドワード (1828-1897) | 初代レヴェルストーク男爵 エドワード (1828-1897) | 初代レヴェルストーク男爵 エドワード (1828-1897) | 初代レヴェルストーク男爵 エドワード (1828-1897) |  |  |                                                |                                                |                                                |                                                |                                                |                                                |  |  | 初代クローマー伯爵 イヴリン (1841-1917)  | 初代クローマー伯爵 イヴリン (1841-1917)  | 初代クローマー伯爵 イヴリン (1841-1917)  | 初代クローマー伯爵 イヴリン (1841-1917)  | 初代クローマー伯爵 イヴリン (1841-1917)  | 初代クローマー伯爵 イヴリン (1841-1917)  |  |  |                                         |                                         |                                         |                                         |                                         |                                         |  |  |  |  |  |  |  |  |  |  |  |  |  |  |  |  |  |  |  |  |  |  |  |  |  |  |  |  |  |  |  |  |  |  |  |  |  |  |  |  |
| 初代ノースブルック男爵 3代準男爵 フランシス (1796-1866)                      | 初代ノースブルック男爵 3代準男爵 フランシス (1796-1866)                      | 初代ノースブルック男爵 3代準男爵 フランシス (1796-1866)                      | 初代ノースブルック男爵 3代準男爵 フランシス (1796-1866)                      | 初代ノースブルック男爵 3代準男爵 フランシス (1796-1866)                      | 初代ノースブルック男爵 3代準男爵 フランシス (1796-1866)                      |  |  | 2代アシュバートン男爵 ビンガム (1799-1864)             | 2代アシュバートン男爵 ビンガム (1799-1864)             | 2代アシュバートン男爵 ビンガム (1799-1864)             | 2代アシュバートン男爵 ビンガム (1799-1864)             | 2代アシュバートン男爵 ビンガム (1799-1864)             | 2代アシュバートン男爵 ビンガム (1799-1864)             |  |  | 3代アシュバートン男爵 フランシス (1800-1868)      | 3代アシュバートン男爵 フランシス (1800-1868)      | 3代アシュバートン男爵 フランシス (1800-1868)      | 3代アシュバートン男爵 フランシス (1800-1868)      | 3代アシュバートン男爵 フランシス (1800-1868)      | 3代アシュバートン男爵 フランシス (1800-1868)      |  |  | 初代レヴェルストーク男爵 エドワード (1828-1897) | 初代レヴェルストーク男爵 エドワード (1828-1897) | 初代レヴェルストーク男爵 エドワード (1828-1897) | 初代レヴェルストーク男爵 エドワード (1828-1897) | 初代レヴェルストーク男爵 エドワード (1828-1897) | 初代レヴェルストーク男爵 エドワード (1828-1897) |  |  |                                                |                                                |                                                |                                                |                                                |                                                |  |  | 初代クローマー伯爵 イヴリン (1841-1917)  | 初代クローマー伯爵 イヴリン (1841-1917)  | 初代クローマー伯爵 イヴリン (1841-1917)  | 初代クローマー伯爵 イヴリン (1841-1917)  | 初代クローマー伯爵 イヴリン (1841-1917)  | 初代クローマー伯爵 イヴリン (1841-1917)  |  |  |                                         |                                         |                                         |                                         |                                         |                                         |  |  |  |  |  |  |  |  |  |  |  |  |  |  |  |  |  |  |  |  |  |  |  |  |  |  |  |  |  |  |  |  |  |  |  |  |  |  |  |  |
|                                                                              |                                                                              |                                                                              |                                                                              |                                                                              |                                                                              |  |  |                                                        |                                                        |                                                        |                                                        |                                                        |                                                        |  |  |                                                   |                                                   |                                                   |                                                   |                                                   |                                                   |  |  |                                                 |                                                 |                                                 |                                                 |                                                 |                                                 |  |  |                                                |                                                |                                                |                                                |                                                |                                                |  |  |                                          |                                          |                                          |                                          |                                          |                                          |  |  |                                         |                                         |                                         |                                         |                                         |                                         |  |  |  |  |  |  |  |  |  |  |  |  |  |  |  |  |  |  |  |  |  |  |  |  |  |  |  |  |  |  |  |  |  |  |  |  |  |  |  |  |
| 初代ノースブルック伯爵 2代ノースブルック男爵 4代準男爵 トマス (1826-1904)    | 初代ノースブルック伯爵 2代ノースブルック男爵 4代準男爵 トマス (1826-1904)    | 初代ノースブルック伯爵 2代ノースブルック男爵 4代準男爵 トマス (1826-1904)    | 初代ノースブルック伯爵 2代ノースブルック男爵 4代準男爵 トマス (1826-1904)    | 初代ノースブルック伯爵 2代ノースブルック男爵 4代準男爵 トマス (1826-1904)    | 初代ノースブルック伯爵 2代ノースブルック男爵 4代準男爵 トマス (1826-1904)    |  |  | フランシス (1850-1915)                                 | フランシス (1850-1915)                                 | フランシス (1850-1915)                                 | フランシス (1850-1915)                                 | フランシス (1850-1915)                                 | フランシス (1850-1915)                                 |  |  | 4代アシュバートン男爵 アレクサンダー (1835-1889)  | 4代アシュバートン男爵 アレクサンダー (1835-1889)  | 4代アシュバートン男爵 アレクサンダー (1835-1889)  | 4代アシュバートン男爵 アレクサンダー (1835-1889)  | 4代アシュバートン男爵 アレクサンダー (1835-1889)  | 4代アシュバートン男爵 アレクサンダー (1835-1889)  |  |  | 2代レヴェルストーク男爵 ジョン (1863-1929)      | 2代レヴェルストーク男爵 ジョン (1863-1929)      | 2代レヴェルストーク男爵 ジョン (1863-1929)      | 2代レヴェルストーク男爵 ジョン (1863-1929)      | 2代レヴェルストーク男爵 ジョン (1863-1929)      | 2代レヴェルストーク男爵 ジョン (1863-1929)      |  |  | 3代レヴェルストーク男爵 セシル (1864-1934)     | 3代レヴェルストーク男爵 セシル (1864-1934)     | 3代レヴェルストーク男爵 セシル (1864-1934)     | 3代レヴェルストーク男爵 セシル (1864-1934)     | 3代レヴェルストーク男爵 セシル (1864-1934)     | 3代レヴェルストーク男爵 セシル (1864-1934)     |  |  | 2代クローマー伯爵 ローランド (1877-1953) | 2代クローマー伯爵 ローランド (1877-1953) | 2代クローマー伯爵 ローランド (1877-1953) | 2代クローマー伯爵 ローランド (1877-1953) | 2代クローマー伯爵 ローランド (1877-1953) | 2代クローマー伯爵 ローランド (1877-1953) |  |  | 初代ホウィック男爵 イヴリン (1903-1973) | 初代ホウィック男爵 イヴリン (1903-1973) | 初代ホウィック男爵 イヴリン (1903-1973) | 初代ホウィック男爵 イヴリン (1903-1973) | 初代ホウィック男爵 イヴリン (1903-1973) | 初代ホウィック男爵 イヴリン (1903-1973) |  |  |  |  |  |  |  |  |  |  |  |  |  |  |  |  |  |  |  |  |  |  |  |  |  |  |  |  |  |  |  |  |  |  |  |  |  |  |  |  |
| 初代ノースブルック伯爵 2代ノースブルック男爵 4代準男爵 トマス (1826-1904)    | 初代ノースブルック伯爵 2代ノースブルック男爵 4代準男爵 トマス (1826-1904)    | 初代ノースブルック伯爵 2代ノースブルック男爵 4代準男爵 トマス (1826-1904)    | 初代ノースブルック伯爵 2代ノースブルック男爵 4代準男爵 トマス (1826-1904)    | 初代ノースブルック伯爵 2代ノースブルック男爵 4代準男爵 トマス (1826-1904)    | 初代ノースブルック伯爵 2代ノースブルック男爵 4代準男爵 トマス (1826-1904)    |  |  | フランシス (1850-1915)                                 | フランシス (1850-1915)                                 | フランシス (1850-1915)                                 | フランシス (1850-1915)                                 | フランシス (1850-1915)                                 | フランシス (1850-1915)                                 |  |  | 4代アシュバートン男爵 アレクサンダー (1835-1889)  | 4代アシュバートン男爵 アレクサンダー (1835-1889)  | 4代アシュバートン男爵 アレクサンダー (1835-1889)  | 4代アシュバートン男爵 アレクサンダー (1835-1889)  | 4代アシュバートン男爵 アレクサンダー (1835-1889)  | 4代アシュバートン男爵 アレクサンダー (1835-1889)  |  |  | 2代レヴェルストーク男爵 ジョン (1863-1929)      | 2代レヴェルストーク男爵 ジョン (1863-1929)      | 2代レヴェルストーク男爵 ジョン (1863-1929)      | 2代レヴェルストーク男爵 ジョン (1863-1929)      | 2代レヴェルストーク男爵 ジョン (1863-1929)      | 2代レヴェルストーク男爵 ジョン (1863-1929)      |  |  | 3代レヴェルストーク男爵 セシル (1864-1934)     | 3代レヴェルストーク男爵 セシル (1864-1934)     | 3代レヴェルストーク男爵 セシル (1864-1934)     | 3代レヴェルストーク男爵 セシル (1864-1934)     | 3代レヴェルストーク男爵 セシル (1864-1934)     | 3代レヴェルストーク男爵 セシル (1864-1934)     |  |  | 2代クローマー伯爵 ローランド (1877-1953) | 2代クローマー伯爵 ローランド (1877-1953) | 2代クローマー伯爵 ローランド (1877-1953) | 2代クローマー伯爵 ローランド (1877-1953) | 2代クローマー伯爵 ローランド (1877-1953) | 2代クローマー伯爵 ローランド (1877-1953) |  |  | 初代ホウィック男爵 イヴリン (1903-1973) | 初代ホウィック男爵 イヴリン (1903-1973) | 初代ホウィック男爵 イヴリン (1903-1973) | 初代ホウィック男爵 イヴリン (1903-1973) | 初代ホウィック男爵 イヴリン (1903-1973) | 初代ホウィック男爵 イヴリン (1903-1973) |  |  |  |  |  |  |  |  |  |  |  |  |  |  |  |  |  |  |  |  |  |  |  |  |  |  |  |  |  |  |  |  |  |  |  |  |  |  |  |  |
| 2代ノースブルック伯爵 3代ノースブルック男爵 5代準男爵 フランシス (1850-1929) | 2代ノースブルック伯爵 3代ノースブルック男爵 5代準男爵 フランシス (1850-1929) | 2代ノースブルック伯爵 3代ノースブルック男爵 5代準男爵 フランシス (1850-1929) | 2代ノースブルック伯爵 3代ノースブルック男爵 5代準男爵 フランシス (1850-1929) | 2代ノースブルック伯爵 3代ノースブルック男爵 5代準男爵 フランシス (1850-1929) | 2代ノースブルック伯爵 3代ノースブルック男爵 5代準男爵 フランシス (1850-1929) |  |  | 4代ノースブルック男爵 6代準男爵 フランシス (1882-1947) | 4代ノースブルック男爵 6代準男爵 フランシス (1882-1947) | 4代ノースブルック男爵 6代準男爵 フランシス (1882-1947) | 4代ノースブルック男爵 6代準男爵 フランシス (1882-1947) | 4代ノースブルック男爵 6代準男爵 フランシス (1882-1947) | 4代ノースブルック男爵 6代準男爵 フランシス (1882-1947) |  |  | 5代アシュバートン男爵 フランシス (1866-1938)      | 5代アシュバートン男爵 フランシス (1866-1938)      | 5代アシュバートン男爵 フランシス (1866-1938)      | 5代アシュバートン男爵 フランシス (1866-1938)      | 5代アシュバートン男爵 フランシス (1866-1938)      | 5代アシュバートン男爵 フランシス (1866-1938)      |  |  |                                                 |                                                 |                                                 |                                                 |                                                 |                                                 |  |  | 4代レヴェルストーク男爵 ルパート (1911-1994)   | 4代レヴェルストーク男爵 ルパート (1911-1994)   | 4代レヴェルストーク男爵 ルパート (1911-1994)   | 4代レヴェルストーク男爵 ルパート (1911-1994)   | 4代レヴェルストーク男爵 ルパート (1911-1994)   | 4代レヴェルストーク男爵 ルパート (1911-1994)   |  |  | 3代クローマー伯爵 ローランド (1918-1991) | 3代クローマー伯爵 ローランド (1918-1991) | 3代クローマー伯爵 ローランド (1918-1991) | 3代クローマー伯爵 ローランド (1918-1991) | 3代クローマー伯爵 ローランド (1918-1991) | 3代クローマー伯爵 ローランド (1918-1991) |  |  | 2代ホウィック男爵 チャールズ (1937-)    | 2代ホウィック男爵 チャールズ (1937-)    | 2代ホウィック男爵 チャールズ (1937-)    | 2代ホウィック男爵 チャールズ (1937-)    | 2代ホウィック男爵 チャールズ (1937-)    | 2代ホウィック男爵 チャールズ (1937-)    |  |  |  |  |  |  |  |  |  |  |  |  |  |  |  |  |  |  |  |  |  |  |  |  |  |  |  |  |  |  |  |  |  |  |  |  |  |  |  |  |
| 2代ノースブルック伯爵 3代ノースブルック男爵 5代準男爵 フランシス (1850-1929) | 2代ノースブルック伯爵 3代ノースブルック男爵 5代準男爵 フランシス (1850-1929) | 2代ノースブルック伯爵 3代ノースブルック男爵 5代準男爵 フランシス (1850-1929) | 2代ノースブルック伯爵 3代ノースブルック男爵 5代準男爵 フランシス (1850-1929) | 2代ノースブルック伯爵 3代ノースブルック男爵 5代準男爵 フランシス (1850-1929) | 2代ノースブルック伯爵 3代ノースブルック男爵 5代準男爵 フランシス (1850-1929) |  |  | 4代ノースブルック男爵 6代準男爵 フランシス (1882-1947) | 4代ノースブルック男爵 6代準男爵 フランシス (1882-1947) | 4代ノースブルック男爵 6代準男爵 フランシス (1882-1947) | 4代ノースブルック男爵 6代準男爵 フランシス (1882-1947) | 4代ノースブルック男爵 6代準男爵 フランシス (1882-1947) | 4代ノースブルック男爵 6代準男爵 フランシス (1882-1947) |  |  | 5代アシュバートン男爵 フランシス (1866-1938)      | 5代アシュバートン男爵 フランシス (1866-1938)      | 5代アシュバートン男爵 フランシス (1866-1938)      | 5代アシュバートン男爵 フランシス (1866-1938)      | 5代アシュバートン男爵 フランシス (1866-1938)      | 5代アシュバートン男爵 フランシス (1866-1938)      |  |  |                                                 |                                                 |                                                 |                                                 |                                                 |                                                 |  |  | 4代レヴェルストーク男爵 ルパート (1911-1994)   | 4代レヴェルストーク男爵 ルパート (1911-1994)   | 4代レヴェルストーク男爵 ルパート (1911-1994)   | 4代レヴェルストーク男爵 ルパート (1911-1994)   | 4代レヴェルストーク男爵 ルパート (1911-1994)   | 4代レヴェルストーク男爵 ルパート (1911-1994)   |  |  | 3代クローマー伯爵 ローランド (1918-1991) | 3代クローマー伯爵 ローランド (1918-1991) | 3代クローマー伯爵 ローランド (1918-1991) | 3代クローマー伯爵 ローランド (1918-1991) | 3代クローマー伯爵 ローランド (1918-1991) | 3代クローマー伯爵 ローランド (1918-1991) |  |  | 2代ホウィック男爵 チャールズ (1937-)    | 2代ホウィック男爵 チャールズ (1937-)    | 2代ホウィック男爵 チャールズ (1937-)    | 2代ホウィック男爵 チャールズ (1937-)    | 2代ホウィック男爵 チャールズ (1937-)    | 2代ホウィック男爵 チャールズ (1937-)    |  |  |  |  |  |  |  |  |  |  |  |  |  |  |  |  |  |  |  |  |  |  |  |  |  |  |  |  |  |  |  |  |  |  |  |  |  |  |  |  |
|                                                                              |                                                                              |                                                                              |                                                                              |                                                                              |                                                                              |  |  |                                                        |                                                        |                                                        |                                                        |                                                        |                                                        |  |  |                                                   |                                                   |                                                   |                                                   |                                                   |                                                   |  |  |                                                 |                                                 |                                                 |                                                 |                                                 |                                                 |  |  |                                                |                                                |                                                |                                                |                                                |                                                |  |  |                                          |                                          |                                          |                                          |                                          |                                          |  |  |                                         |                                         |                                         |                                         |                                         |                                         |  |  |  |  |  |  |  |  |  |  |  |  |  |  |  |  |  |  |  |  |  |  |  |  |  |  |  |  |  |  |  |  |  |  |  |  |  |  |  |  |
|                                                                              |                                                                              |                                                                              |                                                                              |                                                                              |                                                                              |  |  | 5代ノースブルック男爵 7代準男爵 フランシス (1915-1990) | 5代ノースブルック男爵 7代準男爵 フランシス (1915-1990) | 5代ノースブルック男爵 7代準男爵 フランシス (1915-1990) | 5代ノースブルック男爵 7代準男爵 フランシス (1915-1990) | 5代ノースブルック男爵 7代準男爵 フランシス (1915-1990) | 5代ノースブルック男爵 7代準男爵 フランシス (1915-1990) |  |  | 6代アシュバートン男爵 アレクサンダー (1898-1991)  | 6代アシュバートン男爵 アレクサンダー (1898-1991)  | 6代アシュバートン男爵 アレクサンダー (1898-1991)  | 6代アシュバートン男爵 アレクサンダー (1898-1991)  | 6代アシュバートン男爵 アレクサンダー (1898-1991)  | 6代アシュバートン男爵 アレクサンダー (1898-1991)  |  |  | 5代レヴェルストーク男爵 ジョン (1934-2003)      | 5代レヴェルストーク男爵 ジョン (1934-2003)      | 5代レヴェルストーク男爵 ジョン (1934-2003)      | 5代レヴェルストーク男爵 ジョン (1934-2003)      | 5代レヴェルストーク男爵 ジョン (1934-2003)      | 5代レヴェルストーク男爵 ジョン (1934-2003)      |  |  | 6代レヴェルストーク男爵 ジェイムズ (1938-2012) | 6代レヴェルストーク男爵 ジェイムズ (1938-2012) | 6代レヴェルストーク男爵 ジェイムズ (1938-2012) | 6代レヴェルストーク男爵 ジェイムズ (1938-2012) | 6代レヴェルストーク男爵 ジェイムズ (1938-2012) | 6代レヴェルストーク男爵 ジェイムズ (1938-2012) |  |  | 4代クローマー伯爵 イヴリン (1946-)       | 4代クローマー伯爵 イヴリン (1946-)       | 4代クローマー伯爵 イヴリン (1946-)       | 4代クローマー伯爵 イヴリン (1946-)       | 4代クローマー伯爵 イヴリン (1946-)       | 4代クローマー伯爵 イヴリン (1946-)       |  |  |                                         |                                         |                                         |                                         |                                         |                                         |  |  |  |  |  |  |  |  |  |  |  |  |  |  |  |  |  |  |  |  |  |  |  |  |  |  |  |  |  |  |  |  |  |  |  |  |  |  |  |  |
|                                                                              |                                                                              |                                                                              |                                                                              |                                                                              |                                                                              |  |  | 5代ノースブルック男爵 7代準男爵 フランシス (1915-1990) | 5代ノースブルック男爵 7代準男爵 フランシス (1915-1990) | 5代ノースブルック男爵 7代準男爵 フランシス (1915-1990) | 5代ノースブルック男爵 7代準男爵 フランシス (1915-1990) | 5代ノースブルック男爵 7代準男爵 フランシス (1915-1990) | 5代ノースブルック男爵 7代準男爵 フランシス (1915-1990) |  |  | 6代アシュバートン男爵 アレクサンダー (1898-1991)  | 6代アシュバートン男爵 アレクサンダー (1898-1991)  | 6代アシュバートン男爵 アレクサンダー (1898-1991)  | 6代アシュバートン男爵 アレクサンダー (1898-1991)  | 6代アシュバートン男爵 アレクサンダー (1898-1991)  | 6代アシュバートン男爵 アレクサンダー (1898-1991)  |  |  | 5代レヴェルストーク男爵 ジョン (1934-2003)      | 5代レヴェルストーク男爵 ジョン (1934-2003)      | 5代レヴェルストーク男爵 ジョン (1934-2003)      | 5代レヴェルストーク男爵 ジョン (1934-2003)      | 5代レヴェルストーク男爵 ジョン (1934-2003)      | 5代レヴェルストーク男爵 ジョン (1934-2003)      |  |  | 6代レヴェルストーク男爵 ジェイムズ (1938-2012) | 6代レヴェルストーク男爵 ジェイムズ (1938-2012) | 6代レヴェルストーク男爵 ジェイムズ (1938-2012) | 6代レヴェルストーク男爵 ジェイムズ (1938-2012) | 6代レヴェルストーク男爵 ジェイムズ (1938-2012) | 6代レヴェルストーク男爵 ジェイムズ (1938-2012) |  |  | 4代クローマー伯爵 イヴリン (1946-)       | 4代クローマー伯爵 イヴリン (1946-)       | 4代クローマー伯爵 イヴリン (1946-)       | 4代クローマー伯爵 イヴリン (1946-)       | 4代クローマー伯爵 イヴリン (1946-)       | 4代クローマー伯爵 イヴリン (1946-)       |  |  |                                         |                                         |                                         |                                         |                                         |                                         |  |  |  |  |  |  |  |  |  |  |  |  |  |  |  |  |  |  |  |  |  |  |  |  |  |  |  |  |  |  |  |  |  |  |  |  |  |  |  |  |
|                                                                              |                                                                              |                                                                              |                                                                              |                                                                              |                                                                              |  |  | 6代ノースブルック男爵 8代準男爵 フランシス (1954-)     | 6代ノースブルック男爵 8代準男爵 フランシス (1954-)     | 6代ノースブルック男爵 8代準男爵 フランシス (1954-)     | 6代ノースブルック男爵 8代準男爵 フランシス (1954-)     | 6代ノースブルック男爵 8代準男爵 フランシス (1954-)     | 6代ノースブルック男爵 8代準男爵 フランシス (1954-)     |  |  | 7代アシュバートン男爵 ジョン (1928-2020)          | 7代アシュバートン男爵 ジョン (1928-2020)          | 7代アシュバートン男爵 ジョン (1928-2020)          | 7代アシュバートン男爵 ジョン (1928-2020)          | 7代アシュバートン男爵 ジョン (1928-2020)          | 7代アシュバートン男爵 ジョン (1928-2020)          |  |  |                                                 |                                                 |                                                 |                                                 |                                                 |                                                 |  |  | 7代レヴェルストーク男爵 アレクサンダー (1970-) | 7代レヴェルストーク男爵 アレクサンダー (1970-) | 7代レヴェルストーク男爵 アレクサンダー (1970-) | 7代レヴェルストーク男爵 アレクサンダー (1970-) | 7代レヴェルストーク男爵 アレクサンダー (1970-) | 7代レヴェルストーク男爵 アレクサンダー (1970-) |  |  |                                          |                                          |                                          |                                          |                                          |                                          |  |  |                                         |                                         |                                         |                                         |                                         |                                         |  |  |  |  |  |  |  |  |  |  |  |  |  |  |  |  |  |  |  |  |  |  |  |  |  |  |  |  |  |  |  |  |  |  |  |  |  |  |  |  |
|                                                                              |                                                                              |                                                                              |                                                                              |                                                                              |                                                                              |  |  | 6代ノースブルック男爵 8代準男爵 フランシス (1954-)     | 6代ノースブルック男爵 8代準男爵 フランシス (1954-)     | 6代ノースブルック男爵 8代準男爵 フランシス (1954-)     | 6代ノースブルック男爵 8代準男爵 フランシス (1954-)     | 6代ノースブルック男爵 8代準男爵 フランシス (1954-)     | 6代ノースブルック男爵 8代準男爵 フランシス (1954-)     |  |  | 7代アシュバートン男爵 ジョン (1928-2020)          | 7代アシュバートン男爵 ジョン (1928-2020)          | 7代アシュバートン男爵 ジョン (1928-2020)          | 7代アシュバートン男爵 ジョン (1928-2020)          | 7代アシュバートン男爵 ジョン (1928-2020)          | 7代アシュバートン男爵 ジョン (1928-2020)          |  |  |                                                 |                                                 |                                                 |                                                 |                                                 |                                                 |  |  | 7代レヴェルストーク男爵 アレクサンダー (1970-) | 7代レヴェルストーク男爵 アレクサンダー (1970-) | 7代レヴェルストーク男爵 アレクサンダー (1970-) | 7代レヴェルストーク男爵 アレクサンダー (1970-) | 7代レヴェルストーク男爵 アレクサンダー (1970-) | 7代レヴェルストーク男爵 アレクサンダー (1970-) |  |  |                                          |                                          |                                          |                                          |                                          |                                          |  |  |                                         |                                         |                                         |                                         |                                         |                                         |  |  |  |  |  |  |  |  |  |  |  |  |  |  |  |  |  |  |  |  |  |  |  |  |  |  |  |  |  |  |  |  |  |  |  |  |  |  |  |  |
|                                                                              |                                                                              |                                                                              |                                                                              |                                                                              |                                                                              |  |  |                                                        |                                                        |                                                        |                                                        |                                                        |                                                        |  |  | 8代アシュバートン男爵 マーク (1958-)              |                                                   |                                                   |                                                   |                                                   |                                                   |  |  |                                                 |                                                 |                                                 |                                                 |                                                 |                                                 |  |  |                                                |                                                |                                                |                                                |                                                |                                                |  |  |                                          |                                          |                                          |                                          |                                          |                                          |  |  |                                         |                                         |                                         |                                         |                                         |                                         |  |  |  |  |  |  |  |  |  |  |  |  |  |  |  |  |  |  |  |  |  |  |  |  |  |  |  |  |  |  |  |  |  |  |  |  |  |  |  |  |